# Ла-Шапель-Бланш (Кот-д’Армор)
Ла-Шапе́ль-Бланш (фр. La Chapelle-Blanche, брет. Ar Chapel-Wenn, галло La Chapèll-Blaunch) — коммуна во Франции, находится в регионе Бретань. Департамент — Кот-д’Армор. Входит в состав кантона Брон. Округ коммуны — Динан.
Код INSEE коммуны — 22036.

## География
Коммуна расположена приблизительно в 340 км к западу от Парижа, в 39 км северо-западнее Ренна, в 55 км к юго-востоку от Сен-Бриё.

## Население
Население коммуны на 2016 год составляло 203 человека.
| 1962 | 1968 | 1975 | 1982 | 1990 | 1999 | 2008 | 2016 |
| ---- | ---- | ---- | ---- | ---- | ---- | ---- | ---- |
| 192  | 236  | 181  | 180  | 169  | 165  | 221  | 203  |

## Экономика
В 2007 году среди 123 человек в трудоспособном возрасте (15—64 лет) 87 были экономически активными, 36 — неактивными (показатель активности — 70,7 %, в 1999 году было 72,5 %). Из 87 активных работали 80 человек (45 мужчин и 35 женщин), безработных было 7 (3 мужчин и 4 женщины). Среди 36 неактивных 11 человек были учениками или студентами, 14 — пенсионерами, 11 были неактивными по другим причинам.